# Euselasia uzita
Euselasia uzita is een vlindersoort uit de familie van de prachtvlinders (Riodinidae), onderfamilie Euselasiinae.
Euselasia uzita werd in 1853 beschreven door Hewitson.